# Ernest Bulle
Ernest Leonard Bulle (fl. 1936-1996) fue un académico y político zimbabuense, que se desempeñó como Ministro en los Gobiernos de la República de Rodesia y Zimbabue Rodesia. 
En el Gabinete de Rodesia, se desempeñó como Ministro Adjunto de Finanzas y Ministro de Comercio e Industria junto a David Colville Smith, entre 1978 y 1979, como parte del Acuerdo Interno del país. En el Gobierno de Zimbabue Rodesia continuó como ministro de Comercio entre junio y diciembre de 1979. Elegido por primera vez al parlamento en las Elecciones generales de Zimbabue Rodesia de 1979, se presentó sin éxito a las elecciones generales de 1980, que establecieron a la membresía del primer parlamento de Zimbabue independiente. Bulle era miembro del Consejo Nacional Africano Unido y se desempeñó como segundo vicepresidente del partido.

## Primeros años, educación, y familia
Bulle nació en Tjolotjo, Matabelelandia, Rodesia del Sur. Provenía del pueblo ndebele, pero como adulto prefirió el inglés al idioma ndebele. Asistió a la escuela secundaria Goromonzi, antes de estudiar en la Universidad de Natal, donde se graduó en 1959 con una licenciatura en estudios sociales o economía. A finales de la década de 1960, se convirtió en el primer estudiante de posgrado ndebele del departamento de lenguas africanas del University College of Rhodesia. Estuvo casado 3 veces. Su descendencia estaba conformada por dos hijas y un hijo de su primer matrimonio, una hija de su segundo matrimonio y dos hijas de su último matrimonio.

## Carrera profesional
Después de graduarse de la Universidad de Natal, Bulle trabajó para el Ministerio de Comercio e Industria de la Federación de Rodesia y Nyasalandia. Durante ese tiempo, también realizó un curso de comercio exterior y política comercial en Bruselas, Bélgica, patrocinado por el Acuerdo General sobre Aranceles Aduaneros y Comercio. Después de trabajar brevemente en la industria, Bulle trabajó para Rhodesia Railways, que operaba tanto en Rodesia del Sur como en Rodesia del Norte. Inicialmente trabajó como oficial de personal o en el departamento de planificación. Más tarde, se trasladó brevemente a Zambia para trabajar en la sección de planificación y localización de mano de obra de Zambia Railways. Regresó a Rodesia en 1971 para ocupar un puesto como profesor en el departamento de lenguas africanas de la Universidad de Rodesia.

## Política
Bulle se desempeñó como segundo vicepresidente del Consejo Nacional Africano Unido, un partido político dirigido por el obispo Abel Muzorewa. Después de la firma del Acuerdo Interno el 3 de marzo de 1978, Bulle fue nombrado Ministro adjunto de Finanzas y Ministro de Comercio e Industria el 11/12 de abril siguiente, junto con el co-ministro David Smith. En octubre de 1978, anunció en nombre del gobierno que "toda discriminación" y segregación racial serían abolidas en Rodesia.
En las elecciones generales de Zimbabue Rodesia de 1979, fue elegido al Parlamento para representar a la Provincia de Matabelelandia Septentrional. El 31 de mayo de 1979, Muzorewa lo nombró para servir al gobierno de Zimbabue Rodesia como Ministro de Comercio e Industria. Bulle fue un candidato fallido de la UANC en las elecciones generales de 1980. Más tarde volvió a entrar en la política en la década de 1990, en oposición al gobernante Unión Nacional Africana de Zimbabue - Frente Patriótico.